# Shen Duo
Shen Duo, née le 9 juin 1997 à Nankin, est une nageuse chinoise.

## Biographie
Elle est l'athlète la plus médaillée des Jeux olympiques de la jeunesse d'été de 2014 avec six médailles d'or remportées entre le 17 et le 22 août 2014 sur les distances suivantes : relais 4 × 100 m nage libres dames, relais 4 × 100 m nage libre mixte, relais 4 × 100 m quatre nages dames, relais 4 × 100 m quatre nages mixte avec la Chine, 100 m nage libre et 200 m nage libre en individuel. Sur 100 m nage libre, elle établit un nouveau record du monde junior en 53 s 84.
Lors de la cérémonie de clôture des deuxièmes Jeux olympiques de la jeunesse à Nankin, sa ville natale, elle est choisie pour s'exprimer à la tribune au nom de tous les jeunes athlètes qui ont participé aux compétitions.

## Palmarès

### Championnats du monde

#### En grand bassin
- Championnats du monde 2015 à Kazan :
  -  Médaille d'or du relais 4 × 100 m quatre nages
  -  Médaille de bronze du relais 4 × 200 m nage libre
- Championnats du monde 2017 à Budapest :
  -  Médaille d'argent du relais 4 × 200 m nage libre (ne participe qu'aux séries)

#### En petit bassin
- Doha 2014
  -  Médaille d'argent du 4 × 200 m nage libre

### Jeux olympiques de la jeunesse
- Nankin 2014
  -  Médaille d'or sur 4 × 100 m nage libre
  -  Médaille d'or sur 4 × 100 m quatre nages
  -  Médaille d'or sur 4 × 100 m nage libre mixte
  -  Médaille d'or sur 4 × 100 m quatre nages mixte
  -  Médaille d'or sur 100 m nage libre
  -  Médaille d'or sur 200 m nage libre